# Rosa achburensis
Rosa achburensis — вид рослин з родини розових (Rosaceae); поширений у Киргизстані, Таджикистані, Узбекистані. На деяких ресурсах вважають цей таксон частиною виду Rosa canina.

## Опис

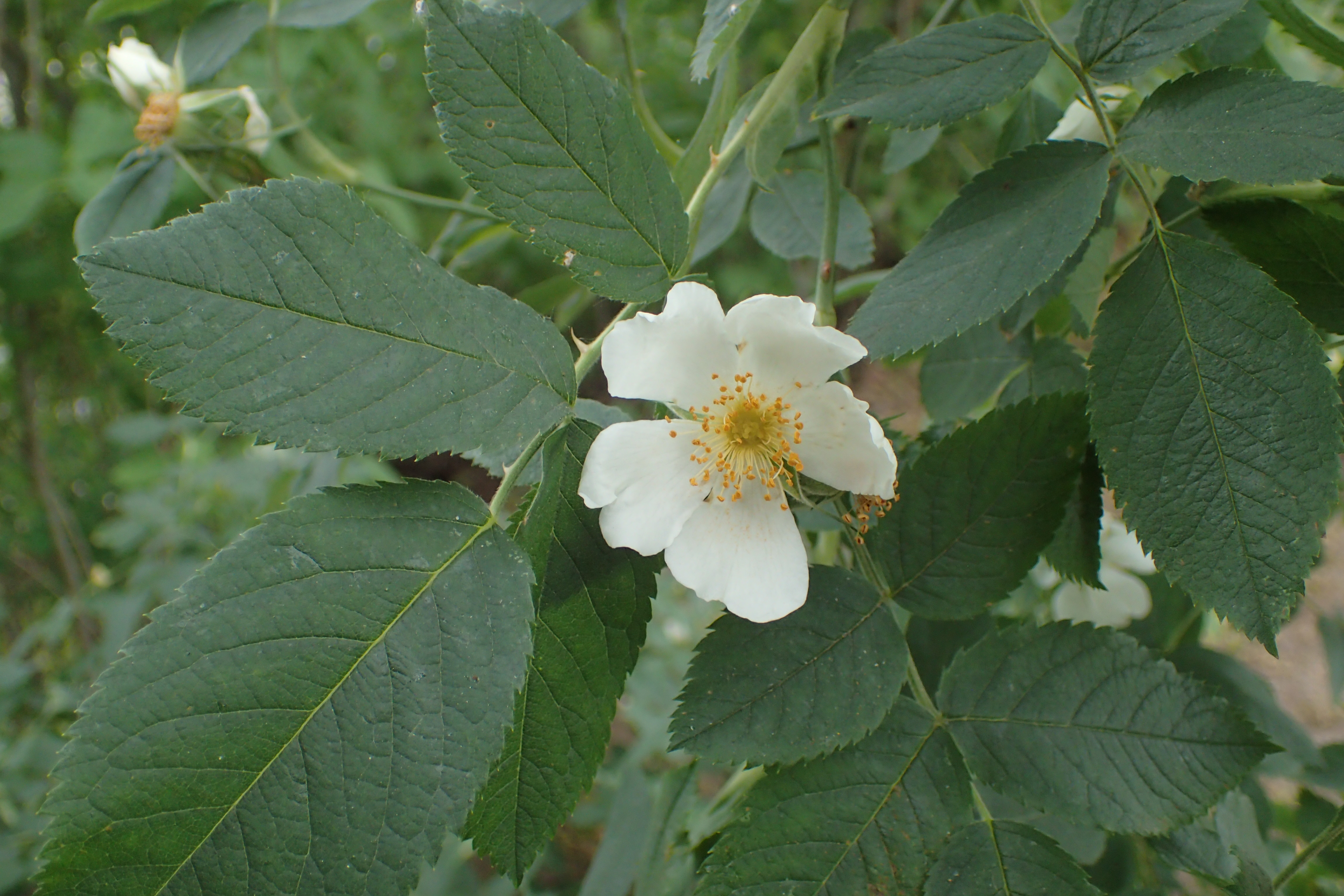
квітка й листя

Кущ від 1 до 3 м заввишки з серпоподібно вигнутими шипами. Квітки білі, на стебельчато-залозистих квітконіжках. Гіпантій при зрілих плодах м'ясистий, соковитий, темно-червоний.

## Поширення
Поширений у Киргизстані, Таджикистані, Узбекистані.